# Sukūn

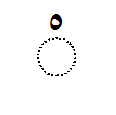
Sukūn

Sukūn (سُكُون) ist ein optionales Schriftzeichen der arabischen Schrift, das zur Vokalisierung von Texten verwendet wird. Es wird verwendet, wenn die Vokallosigkeit eines Konsonanten gekennzeichnet werden soll. Das Sukūn wird als kleiner Kreis geschrieben und wie die meisten anderen Hilfszeichen über den zu vokalisierenden Konsonanten gesetzt (in der Grafik als Kreis angedeutet).

## Sukūn in Unicode
| Unicode Codepoint | U+0652          |
| Unicode-Name      | ARABIC SUKUN    |
| HTML              | &#1618;         |
| ISO 8859-6        | nicht vorhanden |